# Sciophila kjaerandseni
Sciophila kjaerandseni är en tvåvingeart som beskrevs av Soli 1997. Sciophila kjaerandseni ingår i släktet Sciophila och familjen svampmyggor. Inga underarter finns listade i Catalogue of Life.